# Geostiba angularis
Geostiba angularis – gatunek chrząszcza z rodziny kusakowatych i podrodziny rydzenic.
Gatunek ten opisany został po raz pierwszy w 2022 roku przez Volkera Assinga na łamach „Contributions to Entomology”. Jako lokalizację typową wskazano północne okolice Leczuri w gruzińskiej Kachetii. Epitet gatunkowy oznacza po łacinie „kątowo zagięta” i odnosi się do kształtu wyrostka edeagusa.
Chrząszcz o wydłużonym ciele długości od 3 do 3,9 mm. Głowa jest rudobrązowa do czarniawobrązowej, o czułkach ciemnobrązowych lub czarniawobrązowych z nieco jaśniejszymi dwoma lub trzema początkowymi członami. Oczy są małe, złożone z około 20 fasetek. Przedplecze ma barwę głowy i jest od niej wyraźnie szersze. Pokrywy są krótsze od połowy długości przedplecza, ubarwione jak ono. Mikrorzeźba głowy, przedplecza i pokryw jest silniej wyrażona u większych osobników. Odnóża mają żółte ubarwienie. Rudobrązowy do czarniawobrązowego odwłok pozbawiony jest palisady włosków na tylnej krawędzi siódmego tergitu. Siódmy tergit samca ma ukośnie uniesiony, szeroki u nasady i zaostrzony na szczycie wyrostek tylno-środkowy. Genitalia samca mają środkowy płat edeagusa w widoku bocznym z kątowo, brzuszno-nasadowo zagiętym wyrostkiem krystalicznym.
Gatunek palearktyczny, znany wyłącznie z Kachetii. Znaleziony został na skraju lasu na rzędnych około 620 m n.p.m. Bytuje w ściółce. Współwystępuje z Pseudotyphlopasilia kakhetica.